# Stenocercus ornatus
Espèce
Synonymes
- Leiocephalus ornatus Gray, 1845
- Ophryoessoides ornatus (Gray, 1845)

Stenocercus ornatus est une espèce de sauriens de la famille des Tropiduridae.

## Répartition
Cette espèce se rencontre dans la province de Loja en Équateur et dans le nord-ouest du Pérou.

## Publication originale
- Gray, 1845 : Catalogue of the specimens of lizards in the collection of the British Museum, p. 1-289 (texte intégral).